# Katalin Horváth
Katalin "Kató" Horváth (ur. 4 kwietnia 1915 w Budapeszcie, zm. 8 sierpnia 1991 tamże) – węgierska florecistka, wielokrotna medalistka mistrzostw świata.
Podczas mistrzostw świata w Warszawie w 1934 roku (oficjalnie zawody tego cyklu rozgrywane są pod tą nazwą dopiero od 1937) Węgierki w składzie: Erna Bogáti, Margit Danÿ, Ilona Elek, Margit Elek, Katalin Horváth i Ilona Vargha zdobyły złoty medal we florecie drużynowym. W tej samej konkurencji zdobyła ponadto złoty medal na mistrzostwach świata w Paryżu (1937) oraz srebrne na mistrzostwach świata w San Remo (1936), mistrzostwach świata w Hadze (1948) i mistrzostwach świata w Sztokholmie (1951). 
Nigdy nie wzięła udziału w igrzyskach olimpijskich.